# Sicya dognini
Sicya dognini là một loài bướm đêm trong họ Geometridae.